# Almužna

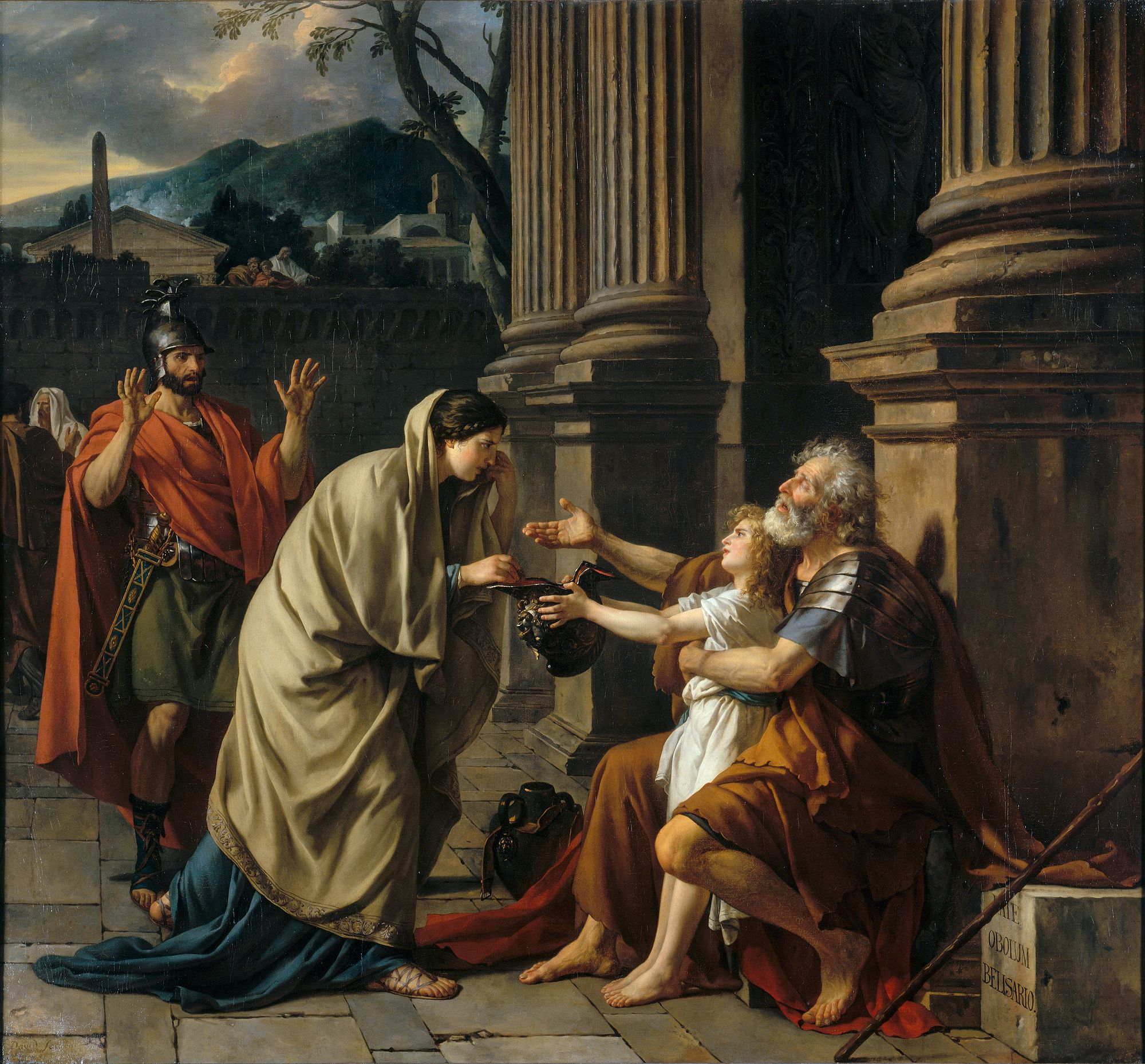
Belisar prosící o almužnu (obraz Jacquese-Louise Davida z roku 1781)

Almužna (z řeckého ἐλεημοσύνη – dobročinnost) neboli milodar je peněžní, případně věcný dar věnovaný potřebnému, od něhož za to není očekávána žádná protislužba. 

## Charakteristika
V křesťanství je almužna projevem milosrdenství a křesťanské lásky. Almužnu znají také další náboženství jako judaismus (cdaka – výraz původně označoval spravedlnost) a islám (zakát), ale v určité podobě také buddhismus a hinduismus.